# Бонифаций III (маркиз Монферратский)
Бонифаций III (итал. Bonifacio III del Monferrato; 10 августа 1426 — 31 января (или 4/6 марта) 1494) — маркиз Монферрато с 1483 года, из династии Палеологов.
Сын Джанждакомо Монферратского и Жанны Савойской.
После смерти отца (1445) — сеньор Кассини и Фелиццано (вассал Милана). В Монферрато наследовал брату — Вильгельму VIII.
Был вынужден подписать договор с герцогом Савойи, согласно которому обязался не вступать ни в какие направленные против него военные союзы, и выдал замуж за Карла I Савойского свою племянницу Бьянку.
В 1486 году вместе с Савойей выступил против Лодовико II, маркграфа Салуццо, и занял некоторые его территории.

## Семья
У Бонифация III было последовательно три жены:
- Орвьетана ди Кампофрегозо, дочь дожа Генуи Пьетро Кампофрегозо
- 1483 год — Элен де Бросс, дочь Жана II де Бросса
- 1485 год — Мария Бранкович, дочь деспота Сербии Стефана Бранковича.

Сыновья (от третьей жены):
- Вильгельм IX (1486—1518), маркиз Монферрато,
- Джан Джорджо Себастиано (1488—1533), последний маркиз Монферрато (1530—1533).